# Fest der Allerheiligsten Pietà

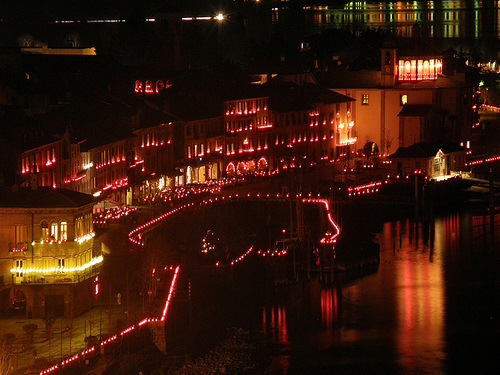
Die von den Lumineri erleuchtete Piazza von Cannobio

Das Fest der Allerheiligsten Pietà (volkstümlich auch Festa dei Lumineri, „Lichterfest“) wird am Vorabend des 8. Januar in Cannobio im Rahmen des Patronatsfests der Kirche Santuario SS. Pietà Cannobio begangen.
Bei dem Fest wird in der Kirche ein Reliquiar, das der Überlieferung zufolge eine der Rippen Jesu Christi enthalten soll (die sogenannte „heilige Rippe“), von oben herabgelassen und von den Gläubigen geküsst. Daraufhin wird das Reliquiar in einer Prozession durch die Straßen des Ortes bis zur Wallfahrtsstätte Santissima Pietà getragen.

## Die Legende

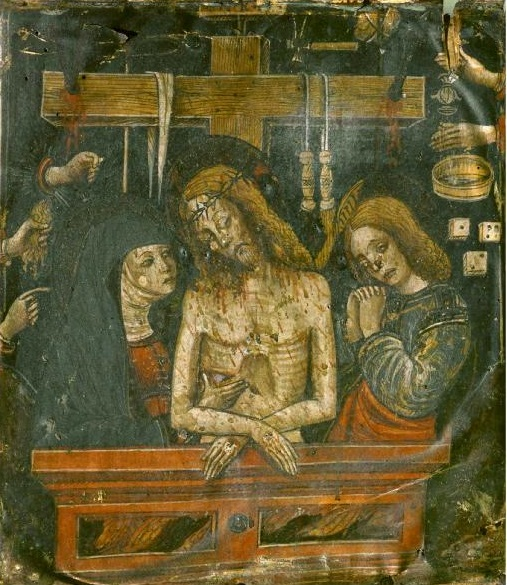
Das Gnadenbild

Die Legende erzählt, dass sich in den Tagen des 8., 9., 10. und 28. Januar 1522 in Cannobio im Gasthaus von Tommaso Zaccheo wunderbare Ereignisse zugetragen haben, auf denen das Fest beruht. Eine Kellnerin, die aus dem oberen Stockwerk Laken für die Gäste holen wollte, bemerkte, dass aus einem kleinen Pergamentgemälde des Schmerzensmanns mit Maria und Johannes Blut getropft war. Am Tag darauf wurde auf der Tischdecke unterhalb des Gemäldes eine kleine, mit Blut bedeckte Rippe gefunden, die von der Proportion her der Christusdarstellung entsprach. Die Rippe wurde in einen Kelch gelegt und in einer Prozession zur Pfarrkirche San Vittore gebracht, wo sie in einem wertvollen Reliquiar aufbewahrt wird, das Federico Borromeo 1605 stiftete.
Das Gasthaus wurde später abgerissen, um Platz  für den Bau einer vom hl. Karl Borromäus gewollten und der Santissima Pietà geweihten Wallfahrtskirche zu machen, wo das Gemälde und die blutbefleckten Laken in einem Reliquiar des Hauptaltars aufbewahrt werden.

## Das Volksfest
Der profane Aspekt des Festes ist der reizvolle Anblick des Städtchens, das nur von den Lumineri genannten Lichtern beleuchtet wird, wozu heute Grablichter verwendet werden. Die Bewohner stellen sie auf alle Fensterbänke des Ortes. Sie finden sich auch in den engen Straßen und auf den Booten, die vom See aus die Prozession begleiten.